# Ordem Nicolau Lobato

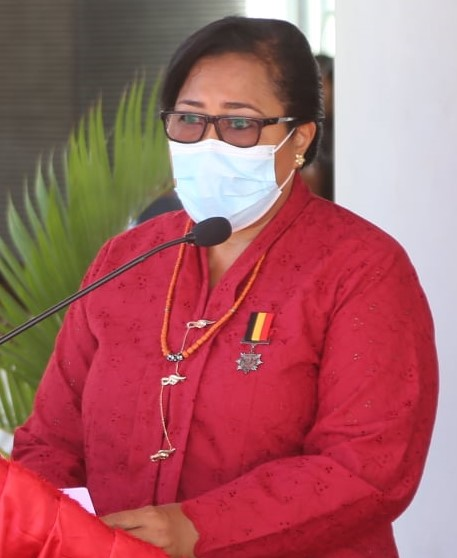
Guilhermina Filomena Saldanha mit dem Ordem Nicolau Lobato

Der Ordem Nicolau Lobato (deutsch Orden Nicolau Lobato) ist ein Orden Osttimors. Er ist nach dem Freiheitskämpfer und Politiker Nicolau dos Reis Lobato benannt.

## Hintergrund
Der Ordem Nicolau Lobato wird Aktivisten verliehen, die als Zivilisten an der Unabhängigkeitsbewegung Osttimors gegen die indonesische Besetzung (1975–1999) acht oder mehr Jahre teilnahmen. Dazu gehört auch das zivile Personal der Versorgungsbasen. Der Orden wurde zusammen mit anderen Auszeichnungen für Veteranen mit dem Gesetz 3/2006 „Estatuto dos Combatentes da Libertação Nacional“ (deutsch Statut der Kämpfer der nationalen Befreiung) geschaffen.
Der Orden wird in drei Graden verliehen, die sich nach dem Rang des Ausgezeichneten in der politischen Hierarchie im Widerstand richten. Die Einordnung der einzelnen Personen obliegt dem Staatspräsidenten. Als Vorgabe dient das präsidiale Dekret 51/2006.
Erster Grad (Obere Ebene):
- Präsident der Republik
- Premierminister
- Minister
- Vizeminister
- Politkommissar
- Politischer Assistent
- Sekretär der Richtlinienkommission der FRETILIN
- Membro der Richtlinienkommission der FRETILIN
- Sekretär der Frente Política Interna (FPI) – CNRT
- Sekretär des Comité Executivo da Luta (CEL) – Widerstandsfront – CNRM, CNRT
- Vize-Sekretär der Frente Política Interna (FPI) – CNRT
- Delegierte des Kommissariats (Delegado do Comissariado DK)
- Colaborador do Comissariado (KB)
- Regionalsekretär (Secretário da Região)
- Vize-Regionalsekretär

Zweiter Grad (Mittlere Ebene):
- Assistent des Kommissars
- Sekretär der Sub-Region
- Vize-Sekretär der Sub-Region
- Sekretär der Zone
- Vize-Sekretär der Zone
- Politischer Assistent
- Verantwortlicher der Massenorganisationen de Organizações de Massas (OPMT, OMT, OPJT, OPTT)
- Mitglied des Comité Executivo da Luta (CEL) – Frente Clandestina
- Mitarbeiter (Colaboradores)

Dritter Grad (Untere Ebene):
- Assistent der Zone (CEZO – Comité Executivo de Zona)
- Delegierter
- Gebietssekretär
- Sekretär des NUREP (Núcleo de Resistência Popular) – Suco
- Sekretär der CELCOM (Célula do Combatente) – Aldeia
- Aktivist
- Verantwortlicher der Caixas / Estafetas
- Caixas / Estafetas

Zudem wird der Orden nach der Zeit der Beteiligung am Freiheitskampf abgestuft:
- mehr als acht und weniger als 15 Jahre
- mehr als 15 und weniger als 20 Jahre
- mehr als 20 und weniger 24 Jahre
- mehr als 24 Jahre[1]

Der Orden zeigt ein Bild von Nicolau Lobato und trägt auf der Rückseite die portugiesische Inschrift „Pátria ou Morte A Vitória é certa “ (deutsch Vaterland oder Tod. Der Sieg ist sicher).

## Träger des Ordem Nicolau Lobato
Die Liste ist nicht vollständig.
- Domingos Carvalho de Araújo
- Manuel de Castro Pereira
- Florentino de Jesus Martins (Nehekmean)
- Regina de Araújo (Bi Kiak)
- Bonifácio M.C. dos Reis (Lafaek Raimaran)
- Maria Exposto (Moris Tua)
- João Felisberto de Deus (Bibi Malae)
- Ernestina Fátima de Deus (Huait)
- Venâncio Magalhães (Ran Maluk)
- Amaro Soares (Man Li)
- Domingos Correia da Costa (Doko)
- Maria Joana Madeira (Bi Busa)
- Liberata da Silva Soares (Mesak)
- Gabriel Ximenes (Fitun)
- Cosme Cabral (Kebit)
- Maria Domingas Alves (Beta Mau)
- Marçal da Silva (Wai Kia)
- Manuel S. Guterres (Loi Cou)
- Cosme F. da Costa Freitas (Railiu)
- Maria do Carmo (Bi Mesak)
- Cipriano de Castro (Mascot)
- José Fernandes (Reci Mihein)
- Francisco Freitas (Loi Kati)
- Teresa Ribeiro (Bui Kikit)
- Adriana Freitas (Bi Lisa)
- Marito Reis
- António da Costa (Malú/D.Masin)
- Amaro Freitas (Laci-Kati)
- Armindo S. Guterres
- Francisco Barbosa (Maubusa)
- Luísa Maria de Jesus (Bidomi)
- Jacob Pinto (Fini Foun)
- João da Costa Cruz Tavares (Tama Sai)
- Augusto Fernandes (Sofre)
- Domingos Pereira (Tali Rin Hat)
- Francisco da Costa (Birak)
- Luís Tilman (Berek)
- Tobias Amaral Magno (Maksakur)
- José de Jesus Alves de Deus (Fandame)
- Hilário da Costa Barreto (Mau Lero)
- Saturnina A. da Silva (Bili Kassa)
- Ilda Maria da Conceição (Lalu Waira’a)
- Marcelino Amaral (Lacos)
- Mateus Martins Pinto (Mamepin)
- José da Silva Guterres (Heu Wai)
- Francisco Simões (Tim-Tim)
- Miguel Soares Pinto (Camaleão)
- Daniel S. Soares (Foguete)
- Álvaro do Nascimento (Sesurai)
- Félix Amaral (Sakari)
- Osório Soares (Mau Soko)
- Maria Amaral Ferreira (Bete la Mesak)
- Mário do Espírito Santo (La Mossu)
- João de Araújo (Terus Gomo)
- Agostinho Mendonça (Ran Nakali)
- Raimundo Gusmão (Aiassa)
- Rodolfo da Cruz (Samasesu)
- Manuel Barbosa Pina (Mameran)
- Ponciano Barreto (Mau Sukit)
- Carlos Ferreira (Hili Diak)
- Edmundo de Andrade Bere (Tirilolo)
- Martinho da Cunha (Mala)
- António da Conceição (Maukiak Lifau)
- Rita do Rosário Marques (Fuca)
- Xisto de Sousa (Boni Bel)
- Domingos Marques (Vulcão)
- Nheu Kikiung (Onze)
- André Láo (Leto Bau Abani)
- Domingas Safe (Folo)
- Cipriano da Cunha (Lua Nova)
- Tomás de Carvalho
- Armindo da Conceição Silva (Tufão Leste)
- Camilo Tiburcio da C. Hornai (Larcy)
- Albina Marçal Freitas (Bia Shana Falu)
- Celina Jerónimo (Bi Besi)
- Feliciano Gonzaga (Caipuru)
- António Gomes (Laiara)
- Margadete Ribeiro (L. Verónica)
- Alcino da Conceição (Ramisa)
- António Ximenes (Lenatiti)
- Felix Gusmão (Sekwara)
- Maria Leonor da Silva (Canoi)
- Anselmo da Conceição (Ratu)
- Carlota da Costa de Araujo
- José da Silva Panão[4]
- Caetano Gonzaga (Otxi)
- Paulino Ximenes (Ili Bui)
- José Maria
- Paulo Alves Sarmento (Tuloda)
- Virgílio Simith (Cranek)
- Aquilino Fraga Guterres (Ete Uco)
- Felisberto Sampaio Berek
- Maria da Paixão de Jesusda Costa (Bissiba)
- David Ximenes (Mandati)
- Paulo Assis Belo (Funu Mata)
- Natalino Soares (Rai Moris)
- Rodolfo C. Alves (Hadomi)
- Filomeno da C. Oliveira (Lulik)
- Vicente dos Santos (Leco)
- Anibal Tilman Pires (Taci T Lima)
- Luís Rodrigues (Fuat Lakon)
- Marcelo da Costa Pereira
- Rosa Baptista Cabral (Bianti)
- Gastão Mendonça (Tiger)
- Januário de Oliveira (Mau Reka)
- Eduardo Fernandes (Lorico)
- Félix da Costa (Anin Buras)
- Edmundo N. Serrão (Fidel Castro)
- João D. M. dos Santos (Niki)
- José Barreto de Jesus (Koli Suharto)
- Alarico Gonçalves (Vato Lelo)
- Jaime Romão dos Santos (Dotim)
- Francisco dos Reis Magno (Loko Meo)
- Bosco Napoleão (Sulihso)
- Santina Natália M. (Aten Brani)
- Mateus Carvalheira (Sibal)
- Lúcio Dinis Marques (Onsar)
- Adão da Purificação (Sama la hotu)
- Saúl da Cruz (Lico Leur)
- Francisco Martins (Salele)
- Rogério Vieira (Vida Naruk)
- Balbina da Conceição (Waru Lahaluha)
- João dos Santos (Terus Tahan)
- José Barreto de Jesus (Koli Suharto)
- Alarico Gonçalves (Vato Lelo)
- Jaime Romão dos Santos (Dotim)
- Francisco dos Reis Magno (Loko Meo)
- Bosco Napoleão (Sulihso)
- Santina Natália M. (Aten Brani)
- Mateus Carvalheira (Sibal)
- Lúcio Dinis Marques (Onsar)
- Adão da Purificação (Sama la hotu)
- Saúl da Cruz (Lico Leur)
- Francisco Martins (Salele)
- Adriano João (Bere Mali)
- Nicolau Moniz (Terus Lakiki)
- Afonso Ferreira (Assu Leos)
- Alfredo Moniz da Costa (Buça Domi)
- Luís Alves do Rêgo (Terinetik)
- Juliana S. H. B. Soares (Bi Rojas)
- Almerinda da Costa Pereira (Fila-An)
- Adelino da Silva (Fera Au)
- Luís Gonzaga da Silva (Aloy)
- Jesuína do Rosário (Brani)
- Albertina da Silva Sarmento (Kiak Oan)
- Feliciano da Costa Oliveira (Saisidik)
- António Ximenes Serpa (Dadunus)
- Gregório Sebastião Gusmão (Boy G)
- Lamberto Filomeno de Carvalho (Sagula)
- Filomeno Pedro Cabral Fernandes (Kury)
- Candido de Carvalho Soares (Mau Bere)
- Luis Pereira (Parteti)
- Fernando Xavier (Mauforu)
- Júlio Sarmento da Costa (Metan Malik)
- José Ramos (Leo Lima)
- José Mendonça da Silva (Koto Moruk)
- Alfredo Bossa Vicente (Mohamad)
- Gracinda Rosa Almeida (Bi Rojas)
- Francisco Barros (Sahar)
- Joaninho da Costa de Araújo
- Alexandre de Araújo
- Arnaldo da Silva
- Malibere Marcos Exposto (Odamatan)
- Augusta Araujo Sarmento (Urbau)
- Laurinda Alves E. Santo (Moris Diak)
- Francisco Pereira (Kasa Lakoko)
- Joanico da Silva (Sakunar)
- Francisco Martins (Teki Liras)
- Jacinto da Costa Liba
- Esperança Maria Guterres (Bimalik)
- Joaquim Carvalho de Araújo (Laletek)
- Genoveva V. Ximenes Alves (Bikiak)
- Francisco dos Santos (Sole Rai), Aktivist (3. Grad, 2011)[5]
- Caetano de Sousa Guterres (Mau Lori Leri), Sekretär der Region (. Grad, 2011)[5]
- Paulo de Araújo (Canaleco), Sektionsverantwortlicher Lig, e Informação (3. Grad, 2011)[5]
- Miguel Guterres (Naha Dasi), Estafeta / Lig. FC/FA (3. Grad, 2011)[5]
- António Quintão (Leonini), Aktivist (3. Grad, 2011)[5]
- Belmiro Caldas (Klibur), Aktivist (3. Grad, 2011)[5]
- Aleixo Gusmao Silveiro (Olak), Gruppenmitglied (3. Grad, 2011)[5]
- Bernardino Nunes Sequeira (Leto Bili), Mitglied der juristischen Section (3. Grad, 2011)[5]
- Carlito Amaral (Besi Kiak), Estafeta / Lig. FC/FA (3. Grad, 2011)[5]
- Joaquim Bere Lopes (Terus Nain), Mitglied der Logistik und Versorgung (3. Grad, 2011)[5]
- Daniel Sarmento (Halao Nafatin), Mitglied der Logistik und Versorgung (3. Grad, 2011)[5]
- Antão Guterres, Gruppenmitglied (3. Grad, 2011)[5]
- Marcos Soares de Jesus (Molitoli), Aktivist (3. Grad, 2011)[5]
- Fernando Pinto Baptista (Cabo Mate Fatin), Verantwortlicher für Logistik und Versorgung (3. Grad, 2011)[5]
- Abílio Loe - Bele Saldanha (Laran Metin), Aktivist (3. Grad, 2011)[5]
- Guilhermina Filomena Saldanha
- Pedro Nico Cabral, Sicherheitsbeauftragter (3. Grad, 2011)[5]
- João Afonso do Céu Cunha Lopes (Mau Mea), Gruppenverantwortlicher (3. Grad, 2011)[5]
- Afonso Ribeiro (Bere Laço) Aktivist (3. Grad, 2011)[5]
- Domingos de Jesus (Mau Lamas), Kompaniechef (2. Grad, 2011)[5]
- Etelvino Laca Sai (Assu Kapir Lolis), Gruppenmitglied (3. Grad, 2011)[5]
- Reinaldo Pereira (Ses-Lases), Mitglied Lig. e Informação (3. Grad, 2011)[5]
- Alexandrino Sarmento (Bil), Verantwortlicher Tradução do Nurep (3. Grad, 2011)[5]
- Domingos Borges (Asu), Sec. da OJT Nurep (3. Grad, 2011)[5]
- Simão da Silva (Koli), Kassenverantwortlicher (3. Grad, 2011)[5]
- Armindo Pereira (Oan Kiak), Akt. da Caixa (3. Grad, 2011)[5]
- Abílio Pereira (Anin Boot), Mitglied der Section Logistik von Nurep (3. Grad, 2011)[5]
- Manuel Maria, Gruppenmitglied (3. Grad, 2011)[5]
- Afonso de Lima (Luku Besi), Sec. lig. e Inf. (3. Grad, 2011)[5]
- Orlando da Costa, Mitglied Lig. e Informação (3. Grad, 2011)[5]
- Jorge da Costa Pereira (Mau Kunar), Verantwortlicher Celcom (3. Grad, 2011)[5]
- Francisco Assis Bento, Gruppenmitglied (3. Grad, 2011)[5]
- Zacarias Martins Soares (Terus Lahotu), Estafeta do Grupo (3. Grad, 2011)[5]
- António Morais, Aktivist (3. Grad, 2011)[5]
- Benvinda Sarmento (Bi Keuc), Mitglied. OPMT do Celcom (3. Grad, 2011)[5]
- Fortunato Ximenes, Aktivist (3. Grad, 2011)[5]
- Amâncio Dias Ximenes (Mau Huka), Estafeta / Lig. FC/FA (3. Grad, 2011)[5]
- Laurentino Soares (Dukur), Mitglied der Lig. e Informação (3. Grad, 2011)[5]
- Moisés de Deus (Rai Buti Hadulas), Mitglied de Aldeia (3. Grad, 2011)[5]
- Adriano Cortereal (Suru Luli), Vice-Sec. des Regionskomitee (1. Grad, 2011)[5]
- Domingos Sampaio (Mau Bulac), Mitglied der Logistik und Versorgung von Nurep Logistik und Versorgung (3. Grad, 2011)[5]
- Paul Soares, Nan Maran Soldat (3. Grad, 2011)[5]
- Bernardo da Costa (Berliko Soibada), Mitglied der Celcom (3. Grad, 2011)[5]
- Helena Pinto, Mitglied der Logistik und Versorgung (3. Grad, 2011)[5]
- Ernesto Martins (Naha), Aktivist (3. Grad, 2011)[5]
- João Gusmão (Lire), Mitglied do Grupo (3. Grad, 2011)[5]
- Martinho SabuBansone, Responsável de Lig. e Informação. (3. Grad, 2011)[5]
- Fernando Gusmão (Sabu Rai), Mitglied de Lig. e Informação (3. Grad, 2011)[5]
- João Manuel Santos Sequeira (Manu fuik), Mitglied de sec. de Lig. e Inf. (3. Grad, 2011)[5]
- Carmeneza Goginho (Bete Tuna), 2º Vice-Responsável OPMT do Nurep (3. Grad, 2011)[5]
- Moisés de Deus (Mau Kiak), Mitglied do Grupo (3. Grad, 2011)[5]
- Agapito Ximenes (Mate Moris), Estafeta / Lig. FA/FC8 (3. Grad, 2011)[5]
- Cipriano José Pereira (Fretilin) Akt. Agiprop da Região (3. Grad, 2011)[5]
- Eugénio de Rosário Belo (Babutar), 3 Mitglied de Lig. e Informação (3. Grad, 2011)[5]
- Domingos Salsinha Lemos (Moris Kiik), Mitglied. da Caixa (3. Grad, 2011)[5]
- João da Conceição, Chefe da Equipa de Aldeia (3. Grad, 2011)[5]
- José Andrade da Cruz (2008)[6]
- Joaquim Barros Soares (2008)[6]
- Tomás Correia de Oliveira (2018)[7]
- Lourdes Merita Alves Araújo (2008)
- Vidal da Costa (2008)[8]
- Abílio Quintão Pinto[9]
- Adriano do Nascimento[10]
- Antoninho Doutel Sarmento, Aktivist (3. Grad)[11]